# Polizeiruf 110: Wolfsmilch
Wolfsmilch ist ein deutscher Kriminalfilm von Hajo Gies aus dem Jahr 2008. Es ist die 298. Folge innerhalb der Filmreihe Polizeiruf 110 und der 38. Fall für Schmücke und Schneider.

## Handlung
Durch Zufall wird bei Arbeiten in der Saale in einem Auto die verweste Leiche einer Frau geborgen. Sie war die Ehefrau und Geschäftspartnerin von Nicola Wallner, einem italienischen Restaurantbesitzer, und soll sich vor einigen Jahren mit 500.000 Euro nach Argentinien abgesetzt haben, um Ermittlungen wegen organisierter Kriminalität zu entgehen. Die Kommissare Schmücke und Schneider gehen zunächst von einem Unfall aus. Staatsanwältin Meissner sieht dies anders und glaubt fest an einen Mord. Sie musste damals die Ermittlungen gegen Nicola Wallner einstellen. Als sich der Landtagsabgeordnete Seibt mit Staatsanwältin Meissner treffen will, um zum Verschwinden von Frau Wallner auszusagen, kommt er auf dem Weg dorthin nachts bei einem Verkehrsunfall ums Leben. Während Schmücke und Schneider zwischen den beiden Toten keinen Zusammenhang sehen, weiterhin von Unfällen ausgehen und auch ihr Vorgesetzter die Akten schließen will, beharrt Iris Meissner vehement auf weiteren Ermittlungen. Schmücke und Schneider observieren zunächst Polizeirat Heim, den die Staatsanwältin für involviert hält. Dabei werden sie Zeuge eines konspirativen Treffens zwischen Heim, Vera Seibt, Oberstaatsanwalt Werner und Bankdirektor Siegbert Maus. Erwartungsgemäß werden die Ermittlungen der Kommissare zunächst immer wieder behindert und führen nicht zur völligen Aufklärung der Wirtschaftsstraftat von damals. Aber bei der Untersuchung der Todesumstände von Frau Wallner können die Ermittler einen Mord nachweisen, denn anhand einer toxikologischen Untersuchung wird festgestellt, dass die Frau vergiftet wurde. Als Schmücke Polizeirat Heim seine Beweise vorlegt, erschießt sich dieser vor Schmückes Augen. Er wusste, dass sein Jugendfreund Wallner seine Frau bei einem Essen in seinem Restaurant vergiftet hatte. Nachdem die Ermittler das Gift Wolfsmilch, das Wallner in seinem Bankschließfach verwahrt hatte, finden können und ihm damit den Mord an seiner Frau nachweisen, wird Nicola Wallner festgenommen.
Für den Mord an Seibt überführen die Ermittler Bankdirektor Siegbert Maus, der mit einem gefälschten Auszahlschein die 500.000 Euro seinerzeit unterschlagen und den Verdacht auf Frau Wallner gelenkt hatte.

## Hintergrund
Wolfsmilch wurde im Auftrag des MDR von der Saxonia Media produziert und am 2. November 2008 im Ersten zur Hauptsendezeit erstmals ausgestrahlt.

## Kritik
Tilmann P. Gangloff schreibt: „Autor und Produzent Hans-Werner Honert konfrontiert die beiden in die Jahre gekommenen Kommissare Schmücke und Schneider mit dem wohl schwersten Fall ihrer Karriere – und ebnet ‚Wolfsmilch‘ so den Weg zu einem der besten ‚Polizeiruf‘-Beiträge aus Halle. Die komplexe Geschichte schlägt den Bogen vom privaten Unglück bis zur Sanierung der Stadt. Hajo Gies inszeniert unauffällig, hält die Grundspannung jedoch auf hohem Niveau.“
Die Redaktion TV Spielfilm schreibt, dass hier ein „cleverer Fall(,) zu hausbacken aufgearbeitet“ wurde.